# Tipulamima auronitens
Tipulamima auronitens là một loài bướm đêm thuộc họ Sesiidae. Nó được biết đến ở Cộng hòa Congo.